# Havas
Havas (wym. [avas]) – francuskie przedsiębiorstwo międzynarodowe zajmujące się reklamą i public relations, z siedzibą w Paryżu.
Początkowo Havas była agencją informacyjną, która została utworzona w 1835 roku w Paryżu przez Charles-Louisa Havasa. Była ona pierwszą nowoczesną agencją informacyjną na świecie.
Agencja ta posiadała własnych: kurierów, korespondentów i przedstawicieli zagranicznych. Havas zatrudniał Paula Juliusa Reutera i Bernharda Wolffa, którzy potem założyli własne agencje informacyjne: agencję Reutera w Londynie i agencję Wolffa w Berlinie. 
Agencja informacyjna Havas uruchomiła w 1845 roku pierwszy telegraficzny serwis informacyjny we Francji. W 1870 roku agencje Reutera, Havasa i Wolffa zawarły umowę określającą ich strefy wpływów. Havas utrzymał w swojej strefie europejskie kraje romańskie (Włochy, Francja, Hiszpania) oraz część północną i południową Afryki. Reuter – Wielką Brytanię oraz posiadłości brytyjskie w Afryce i Azji, a Wolff środkową i północną Europę, umowa ta obowiązywała do końca lat 30. XX wieku, aż do wynalezienia i zastosowania krótkich fal radiowych. Wiązało się to z obcięciem kosztów komunikacyjnych. 
Po śmierci Charles’a Louisa Havasa, agencja przeszła w ręce jego syna, a od 1879 roku przekształcona została w towarzystwo akcyjne. W 1920 roku agencja Havas połączona została z Societe Generale d’Annonces, dzięki temu rozszerzyła działalność medialną w dziedzinie radia i kina, a od 1923 roku zaczęła zajmować się reklamą.
Dominacja Havasa, Reutera i Wolffa została wzmocniona przez powstałą w 1923 roku Ligę Agencji Sprzymierzonych. Rozwojowi agencji prasowych sprzyjało w tym czasie zastosowanie radiotelegrafu (1923) i dalekopisów (1929). Do II wojny światowej 47 procent inwestycji agencji Havas finansowanych było przez rząd Francji.
W 1940 roku wraz z przejęciem Francji przez nazistów agencję Havas zamknięto. Pozostała tylko prywatna agencja reklamowa o tej samej nazwie. Bezpośrednio po II wojnie światowej w miejsce agencji Havas, powstała Agence France Presse (AFP).